# Base Aérea Militar Trelew
La Base Aérea Militar Trelew (BAM Trelew) fue una base aérea militar de despliegue operativo de la Fuerza Aérea Argentina.

## Guerra de las Malvinas
La Fuerza Aérea Argentina creó la BAM Trelew el 10 de abril de 1982 dentro de la Base Aeronaval Almirante Zar de la Armada Argentina. Se asignó al Escuadrón Mk 62 Canberra en Trelew, la base más lejana a las Malvinas, por tener el avión con mayor autonomía y alcance. La Fuerza Aérea Sur utilizó la BAM Trelew como base de dispersión de aeronaves, así como para vuelos de exploración y reconocimiento o búsqueda y rescate en el mar.
La 3.ª Batería del Grupo 1 de Artillería Antiaérea Liviano asumió la defensa antiaérea de la BAM Trelew.